# Huis van Sharqi
Het Huis van Sharqi is de heersende koninklijke familie van Fujairah, een van de zeven emiraten die samen de Verenigde Arabische Emiraten (VAE) vormen.

## Geschiedenis
De naam is afgeleid van het enkelvoud van Sharqiyin, lang de dominante stam langs de oostkust van de Verdragsstaten (en de op één na meest talrijke in het gebied rond het begin van de 19e eeuw), een gebied dat bekendstaat als Shamailiyah. De Sharqiyin waren traditioneel afhankelijk van Sharjah en deden in de loop der eeuwen verschillende pogingen om zich af te scheiden en onafhankelijkheid uit te roepen. Dit wisten ze uiteindelijk vanaf 1901 in de praktijk te bewerkstelligen tot ze uiteindelijk in 1952 de Britse erkenning als Verdragsstaat kregen.

## Lijst van heersers
- Hamad bin Abdullah Al Sharqi (1879-1936)
- Saif bin Hamad Al Sharqi (1936-1938)
- Mohammed bin Hamad Al Sharqi (1938-1975)
- Hamad bin Mohammed Al Sharqi (1975-heden)